# 빌헬름 피크
프리드리히 빌헬름 라인홀트 피크(독일어: Friedrich Wilhelm Reinhold Pick, 1876년 1월 3일 ~ 1960년 9월 7일)는 독일의 정치인이며, 공산주의자이다. 1949년부터 사망할 때까지 동독의 제1대 대통령을 지냈다.

## 생애
1876년 독일 제국의 동부 지역인 구벤(현재 폴란드의 구빈)에서 마부의 아들로 태어났다. 목수가 되려고 학교에 다닐 동안에 세계 정세, 결연한 관념과 정치적 야망의 결합이 그를 정치 활동의 생활로 이끌었다.
1894년 목수로서 목세공인 연방에 가입하였으며, 이듬해에 독일 사회민주당에 입당하게 된다. 1899년 당의 준 자치 도시 위원장이 되었다가, 1906년 사회민주당의 전임 총비서가 되었다. 사회민주당의 다수가 제1차 세계대전에 독일 정부를 후원하였으나, 피크는 전쟁에 반대하는 당의 좌익 당원이었다. 그 이유로 군사 교도소에 투옥되었다가, 석방 후 네덜란드 암스테르담에 망명하여 살았다.
1차대전이 끝난 1918년에 베를린으로 귀국한 후, 새로 창립된 독일 공산당에 입당하였다. 1922년 국제 공산주의 원조 기구의 창립 단원이 되어 전문 위원회에 근무하였다. 1925년에는 독일 공산주의 원조 기구의 위원장이 되었다.
1933년 나치스가 권력을 잡자, 피크는 다시 망명길에 오른다. 프랑스에 갔다가 1935년에는 모스크바로 가서 여러 자격들에서 공산당을 섬겼다. 1938년부터 1943년까지 코민테른의 총비서 직위를 채웠다. 1943년 그는 자유 독일 국리 위원회의 창립인들 중의 하나였고, 그 기구는 제2차 세계대전 후의 독일의 미래를 위한 계획을 세웠다. 1945년 전쟁의 종말에 피크는 승리한 붉은 군대와 함께 귀국하였다.
1949년 새로 설립된 동독의 제1대 대통령으로 선출되었다. 자신이 사망할 때까지 그 직에 있으면서, 이오시프 스탈린의 신임과 함께 자신의 정치 직위를 유지하였다. 재임 시절 동독 함흥시 재건단의 공로로, 함흥시 성천강구역의 주요 도로가 본인의 이름을 딴 빌헬름 피크 거리로 지정되었다.
1960년 9월 7일 동베를린에서 사망하였다.
| 전임 신설 | 독일 사회주의통일당 공동위원장 (오토 그로테볼과 공동재임) 1946년 4월 22일 – 1950년 7월 25일 | (총비서) 발터 울브리히트 |

| (권한대행) 요하네스 디크만 | 제1대 독일민주공화국 대통령 1949년 10월 11일 – 1960년 9월 7일 | (권한대행) 요하네스 디크만 |